# Sphingomonas
Sphingomonas és un grup de bacteris gramnegatius amb forma de bacil, quimioheteròtrofs i estrictament aerobias. Contenen ubiquinona 10 com el seu principal quinona respiratòria, glicoesfingolípids (GSLs) en comptes de lipopolisacàrids en el seu embolcall cel·lular i típicament formen colònies de color groc.
El grup va ser definit en 1990 i en 2001 el gènere Sphingomonas incloïa més de 20 espècies bastant diverses en termes de les seves característiques filogenètiques, ecològiques i fisiològiques. A conseqüència d'això, Sphingomonas va ser subdividit en quatre gèneres: Sphingomonas, Sphingobium, Novosphingobium i Sphingopyxis. Aquests quatre gèneres són col·lectivament referits com "esfingomones".
Les esfingomones es distribueixen extensament en la naturalesa havent-se aïllat de diferents hàbitats terrestres i aquàtics, dels sistemes radiculares de les plantes, espècimens clínics i de moltes altres fonts.
Algunes de les esfingomones (especialment Sphingomonas paucimobilis) causen malalties en els éssers humans, principalment infeccions hospitalàries que típicament són tractades fàcilment amb antibiòtics. A causa de les seves capacitats biodegradants i biosintètics, les esfingomones s'han utilitzat en un ampli rang d'aplicacions biotecnològiques, des de bioremediació de contaminants ambientals fins a la producció de polímers extracel·lulars com esfingans (per exemple, gellan, welan i rhamsan) usats àmpliament en la indústria alimentària i en d'altres.